# Echinothorax gazellae
Echinothorax gazellae är en insektsart som först beskrevs av Brunner von Wattenwyl 1907.  Echinothorax gazellae ingår i släktet Echinothorax och familjen Phasmatidae. Inga underarter finns listade i Catalogue of Life.